# اردوان کامکار
اردوان کامکار (زاده ۱۶ تیر ۱۳۴۷ در سنندج)، نوازنده ساز سنتور و آهنگساز است.

## زندگی
اردوان کامکار در سال ۱۳۴۷ در سنندج به دنیا آمد. او آموزش سنتور را از سن ۴ سالگی و نزد پدرش، حسن کامکار و سپس برادر بزرگ ایشان پشنگ کامکار آغاز کرد.
سلطان بزرگ، در جوانی به همراه برادرش هوشنگ کامکار، کنسرتینوی سنتوری تصنیف کرد که در آلبومی به نام بر تارک سپیده (همراه با یک کنسرتینوی کمانچه از برادرش، اردشیر) به بازار عرضه شد. او در سال ۱۳۵۹ به تهران آمد و فعالیت خود را به‌طور جدی در عرصه موسیقی آغاز کرد و با کمک برادرانش، هوشنگ و ارسلان، درس‌های هارمونی، کنترپوان و اصول آهنگسازی را فرا گرفت. او نواختن سنتور را به سطح خوبی از لحاظ تکنیکی رساند و در زمینه نوازندگی، ردیف موسیقی ایران، گروه نوازی، اصول و مبانی موسیقی و آهنگسازی هم به درجاتی نسبتاً خوب رسید. تقسیم ملودی‌های قطعات و تقسیم آن‌ها در دو دست یکی دیگر از ویژگی‌های نوازندگی‌اش است، و یکی از مهم‌ترین توانایی‌هایش، قدرت مساوی دستانش است که مضراب‌های چپ و راستش را یکدست کرده است.

## آثار
اردوان کامکار قطعهٔ دریا را (که قبل از سال ۱۳۶۴ ساخته بود)، در سال ۱۳۶۹ در تالار وحدت اجرا کرد. وی علاوه بر آثاری که برای تکنوازی سنتور خلق کرد، قطعات دیگری هم برای گروه‌نوازی سازهای ایرانی تصنیف کرد که مورد توجه اهالی موسیقی قرار گرفت. دومین کنسرتینوی سنتور اردوان کامکار که با ارکستر زهی و پیانو همراهی می‌شد، با نام ماهی برای سال نو بایگانی‌شده  در ۲۰ ژوئن ۲۰۲۰ توسط Wayback Machine روانه بازار موسیقی شد. این آلبوم، یک کنسرتینوی مشکل با فضایی رازآلود و باز با لحن و ریتم‌های کردی است. اثر بعدی وی، سولوی بر فراز باد بود.
اردوان کامکار، در آلبوم شب، سکوت، کویر اثرکیهان کلهر به خوانندگی محمدرضا شجریان نیز به عنوان نوازنده سنتور همکاری کرد.
موسیقی متن فیلم سنتوری و موسیقی فیلم چشم‌انداز ایرانی (به کارگردانی تورج منصوری) نیز از ساخته‌های اوست.
و موسیقی ایل بختیاری بنام مندیر (آلبوم) نوازنده سنتور.
پاساژهای سریع و در هم تنیده و ریتم‌ها و مضراب‌های پیچیده، از مشخصه‌های سنتورنوازی اردوان کامکار به‌شمار می‌روند.
دو کتاب از ایشان به نام مجموعه قطعات اردوان کامکار و سنتوری توسط نشر نای و نی به چاپ رسیده است که کتاب مجموعه قطعات اردوان کارمکارشامل ۳۷ قطعه از آثار وی در عرصه سنتورنوازی نوین است و کتاب سنتوری قطعات فیلم سنتوری را در بر می‌گیرد.

## آلبوم‌ها
- دریا
- بر فراز باد
- ماهی برای سال نو بایگانی‌شده  در ۲۰ ژوئن ۲۰۲۰ توسط Wayback Machine
- ریزدانه‌های الماس
- سنتوری
- بر تارک سپیده